# Спінтлам-Флет 3
Спінтлам-Флет 3 (англ. Spintlum Flat 3) — індіанська резервація в Канаді, у провінції Британська Колумбія, у межах регіонального округу Томпсон-Нікола.

## Населення
За даними перепису 2016 року, індіанська резервація нараховувала 10 осіб. Середня густина населення становила 5,6 осіб/км².

## Клімат
Середня річна температура становить 6,8°C, середня максимальна – 20°C, а середня мінімальна – -9,6°C. Середня річна кількість опадів – 502 мм.
| Клімат поселення                              | Клімат поселення | Клімат поселення | Клімат поселення | Клімат поселення | Клімат поселення | Клімат поселення | Клімат поселення | Клімат поселення | Клімат поселення | Клімат поселення | Клімат поселення | Клімат поселення | Клімат поселення |
| Показник                                      | Січ.             | Лют.             | Бер.             | Квіт.            | Трав.            | Черв.            | Лип.             | Серп.            | Вер.             | Жовт.            | Лист.            | Груд.            |                  |
| Середній максимум, °C                         | 2,41             | 5,12             | 8,62             | 12,15            | 16,42            | 19,90            | 19,72            | 20,02            | 15,86            | 10,28            | 3,96             | 0,27             |                  |
| Середня температура, °C                       | −3,59            | −0,86            | 2,62             | 6,14             | 10,40            | 13,89            | 16,82            | 17,12            | 12,96            | 7,40             | 1,08             | −2,62            |                  |
| Середній мінімум, °C                          | −9,59            | −6,87            | −3,37            | 0,16             | 4,40             | 7,90             | 13,92            | 14,22            | 10,06            | 4,50             | −1,82            | −5,52            |                  |
| Норма опадів, мм                              | 61               | 38               | 32               | 24               | 36               | 39               | 35               | 31               | 29               | 44               | 67               | 66               |                  |
| Середньомісячна швидкість вітру, м/с          | 2.10             | 2.15             | 2.43             | 2.70             | 2.50             | 2.42             | 2.24             | 2.05             | 1.89             | 2.07             | 2.14             | 2.06             |                  |
| Середньомісячна сонячна радіація, кДж/м²·день | 3285             | 6436             | 10813            | 15806            | 19394            | 20989            | 21900            | 18716            | 13220            | 7425             | 3586             | 2495             |                  |
| --------------------------------------------- | ---------------- | ---------------- | ---------------- | ---------------- | ---------------- | ---------------- | ---------------- | ---------------- | ---------------- | ---------------- | ---------------- | ---------------- | ---------------- |
| Джерело:                                      |                  |                  |                  |                  |                  |                  |                  |                  |                  |                  |                  |                  |                  |